# Euphilotes
Euphilotes is een geslacht van vlinders van de familie van de Lycaenidae, uit de onderfamilie van de Polyommatinae.

## Soorten
- E. ancilla (Barnes & McDunnough, 1918)
- E. battoides (Behr, 1867)
- E. baueri (Shields, 1975)
- E. bernardino (Barnes & McDunnough, 1916)
- E. centralis (Barnes & McDunnough, 1917)
- E. columbiae (Mattoni, 1954)
- E. ellisii (Shields, 1975)
- E. enoptes (Boisduval, 1852)
- E. glaucon (Edwards, 1871)
- E. mojave (Watson & Comstock, 1920)
- E. pallescens (Tilden & Downey, 1955)
- E. rita (Barnes & McDunnough, 1916)
- E. spaldingi (Barnes & McDunnough, 1917)